# Juan Moreno Rocafull

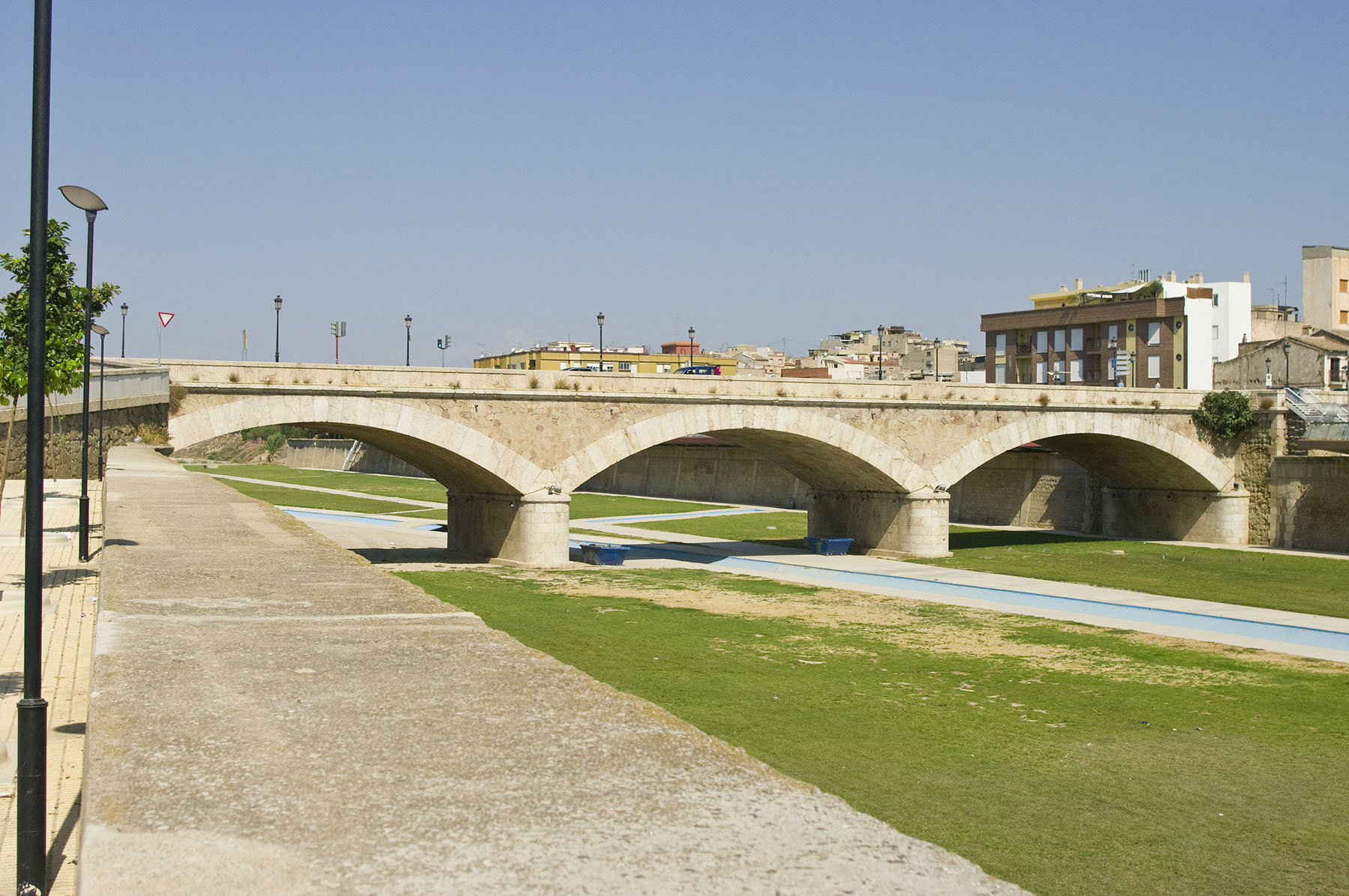
Puente del Barrio en Lorca.

Juan Moreno Rocafull (Lorca, Región de Murcia, 13 de enero de 1820 - Lorca, 28 de mayo de 1892) fue un ingeniero español del siglo XIX, inspector general de primera clase del Cuerpo de Ingenieros de Caminos, Canales y Puertos de España. En 1861 fue nombrado presidente de la Revista de Obras Públicas.

## Biografía
El ingeniero Juan Moreno Rocafull nace el 13 de enero de 1820 en el seno de una de las familias lorquinas más influyentes de la época, con residencia en el Palacio de los Salazar-Rosso.
Comienza sus estudios en la Escuela especial de Ingenieros de Caminos en 1836, siendo nombrado aspirante de segunda en 1840 e Ingeniero de segunda clase en 1842. Sucesivamente es ascendido a ingeniero de primera clase en 1847, ingeniero jefe de segunda clase en 1853 e ingeniero jefe de primera clase en 1859. El 30 de mayo de 1884 es nombrado inspector general de primera clase. A lo largo de sus años en el Cuerpo de Ingenieros prestó sus servicios en Asturias, Albacete, Murcia y Madrid como miembro de la Junta Consultiva del Cuerpo. Participó en la comisión creada para redactar los reglamentos del Canal de Isabel II.
Como Ingeniero de la provincia de Murcia se le encomendó la Dirección del Sindicato de Riegos de Lorca. Fue responsable también del nuevo plan de carreteras para la provincia así como del examen del trazado del nuevo ferrocarril entre Murcia y Granada. También se le encomendó la tarea de construir los faros de la costa de la provincia de Murcia.

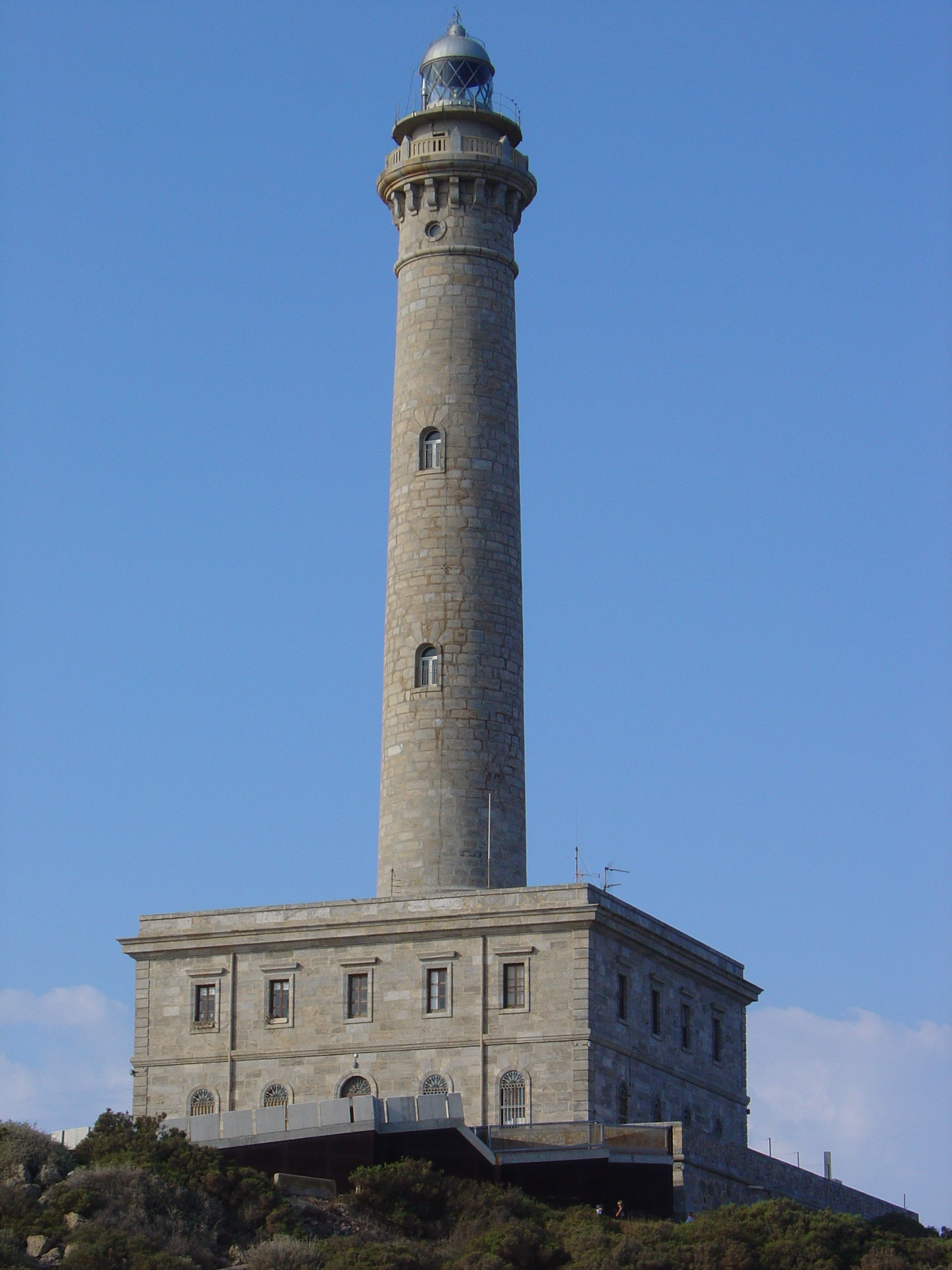
Faro de Cabo de Palos.

El 17 de febrero de 1892, a la edad de 72 años, recibe la baja por enfermedad, muriendo el 28 de mayo siguiente mientras se tramitaba su jubilación.
Entre sus obras más importantes se encuentran:
- Puente del Barrio de Lorca (Murcia)[2]
- Faro de Cabo de Palos en Cartagena (Murcia)
- Faro de Mazarrón en Mazarrón (Murcia)
- Faro de Águilas en Águilas (Murcia)
- Puente de Archena sobre el Río Segura en Archena (Murcia)